# Качикатский наслег
Качикатский наслег — сельское поселение в Хангаласском улусе Якутии Российской Федерации.
Административный центр — село Качикатцы.

## История
Статус и границы сельского поселения установлены Законом Республики Саха (Якутия) от 30 ноября 2004 года N 173-З N 353-III «Об установлении границ и о наделении статусом городского и сельского поселений муниципальных образований Республики Саха (Якутия)».

## Население
| 2002  | 2010  | 2011  | 2012  | 2013  | 2014  | 2015  |
| ----- | ----- | ----- | ----- | ----- | ----- | ----- |
| 1457  | ↘1426 | ↘1424 | ↘1367 | ↘1324 | ↘1298 | ↘1281 |
| 2016  | 2017  | 2018  | 2019  | 2020  | 2021  |       |
| ↘1249 | ↘1216 | ↘1209 | ↘1195 | ↘1185 | ↘1173 |       |

## Состав сельского поселения
| № | Населённый пункт | Тип населённого пункта       | Население |
| - | ---------------- | ---------------------------- | --------- |
| 1 | Качикатцы        | село, административный центр | ↘808      |
| 2 | Кысыл-Юрюйя      | посёлок                      | ↘231      |